# Nati nel 1920/Giugno
| Questa pagina contiene informazioni ricavate automaticamente dalle voci biografiche con l'ausilio del template Bio e di un bot. L'aggiornamento è periodico e automatico e ricostruisce completamente la pagina. Se manca una persona in questa lista, sei pregato di non aggiungerla, ma accertati piuttosto che la sua voce biografica contenga il template Bio e che i dati anagrafici siano correttamente compilati. Se il template Bio manca, inseriscilo tu stesso o, in alternativa, metti l'avviso {{tmp\|Bio}} che ne segnala la mancanza. Se i dati riportati sono sbagliati, correggi direttamente la voce biografica; le modifiche saranno visibili in questa lista entro pochi giorni. Per chiarimenti vedi il progetto biografie. La lista contiene solo le 167 persone che sono citate nell'enciclopedia e per le quali è stato implementato correttamente il template Bio. Pagina aggiornata al 26 giu 2025. |

- 1º giugno - Robert Clarke, attore statunitense († 2005)
- 1º giugno - Alethea McGrath, attrice australiana († 2016)
- 1º giugno - Art Napoleon, regista, sceneggiatore e produttore cinematografico statunitense († 2003)
- 2 giugno - Don Branson, pilota automobilistico statunitense († 1966)
- 2 giugno - Gino Cappello, dirigente sportivo e calciatore italiano († 1990)
- 2 giugno - Arturo Chiodi, giornalista, saggista e scrittore italiano († 2003)
- 2 giugno - Yolande Donlan, attrice statunitense († 2014)
- 2 giugno - Jorge Gudiño, cestista messicano († 1995)
- 2 giugno - Aristide Marchetti, partigiano, politico e antifascista italiano († 1994)
- 2 giugno - Marcel Reich-Ranicki, critico letterario e superstite dell'Olocausto tedesco († 2013)
- 2 giugno - Tex Schramm, dirigente sportivo statunitense († 2003)
- 3 giugno - D'Arco Silvio Avalle, critico letterario, filologo e semiologo italiano († 2002)
- 3 giugno - Attilio Lambertini, ciclista su strada italiano († 2002)
- 3 giugno - Giancarla Re Mursia, editrice, traduttrice e scrittrice italiana († 2016)
- 4 giugno - Alceste Angelini, poeta e traduttore italiano († 1994)
- 4 giugno - Fedora Barbieri, mezzosoprano italiano († 2003)
- 5 giugno - Albert Decin, ciclista su strada belga († 1994)
- 5 giugno - Jack Manning, fumettista e animatore statunitense († 1986)
- 5 giugno - Marion Motley, giocatore di football americano statunitense († 1999)
- 5 giugno - Cornelius Ryan, giornalista, scrittore e storico irlandese († 1974)
- 5 giugno - Nazareno Taddei, presbitero, linguista e regista italiano († 2006)
- 6 giugno - Dino Asciolla, violinista e violista italiano († 1994)
- 6 giugno - Attilio Ferrari, politico italiano († 1987)
- 6 giugno - Giovanni Ligasacchi, direttore di banda italiano († 2005)
- 6 giugno - Pasquale Morisco, calciatore e allenatore di calcio italiano († 2004)
- 6 giugno - Jan Rubeš, cantante lirico e attore ceco († 2009)
- 6 giugno - Giuseppe Scarpat, latinista, biblista e editore italiano († 2008)
- 6 giugno - Caty Torta, pittrice italiana († 2014)
- 7 giugno - Reid Bryson, geologo, meteorologo e climatologo statunitense († 2008)
- 7 giugno - Joachim Kirschner, aviatore tedesco († 1943)
- 7 giugno - Vlastimil Luka, calciatore e allenatore di calcio cecoslovacco († 2012)
- 7 giugno - Georges Marchais, politico francese († 1997)
- 7 giugno - Alix Talton, attrice statunitense († 1992)
- 8 giugno - Marco Barbot, calciatore italiano
- 8 giugno - Gianni Capelli, architetto e storico dell'arte italiano († 2015)
- 8 giugno - Frank Costin, ingegnere, progettista e imprenditore britannico († 1995)
- 8 giugno - Leone Gerlin, calciatore italiano († 1971)
- 8 giugno - Ivan Nikitovič Kožedub, aviatore e generale sovietico († 1991)
- 8 giugno - Anselmo Marchi, partigiano italiano († 1944)
- 8 giugno - Wade Miller, scrittore statunitense († 2012)
- 8 giugno - Tony Mottram, tennista e allenatore di tennis britannico († 2016)
- 9 giugno - Sandro Angiolini, fumettista italiano († 1985)
- 9 giugno - Paul Mebus, allenatore di calcio e calciatore tedesco († 1993)
- 10 giugno - Renato Cevese, storico dell'arte, critico d'arte e storico dell'architettura italiano († 2009)
- 10 giugno - Guy Crescent, dirigente sportivo francese († 1996)
- 10 giugno - Walter Fillak, partigiano italiano († 1945)
- 10 giugno - José Gutiérrez Maesso, sceneggiatore, produttore cinematografico e regista spagnolo († 2016)
- 10 giugno - Abane Ramdane, rivoluzionario e politico algerino († 1957)
- 11 giugno - Albin Chalandon, funzionario, banchiere e politico francese († 2020)
- 11 giugno - Irving Howe, critico letterario statunitense († 1993)
- 11 giugno - Robert Hutton, attore statunitense († 1994)
- 11 giugno - Mario Magotti, calciatore italiano († 1981)
- 11 giugno - Mahendra del Nepal, re nepalese († 1972)
- 11 giugno - Shelly Manne, batterista statunitense († 1984)
- 11 giugno - Hazel Scott, musicista, cantante e attrice trinidadiana († 1981)
- 12 giugno - Giuseppe Cassia, paroliere, compositore e produttore discografico italiano († 1982)
- 12 giugno - Cesarino Fava, alpinista e scrittore italiano († 2008)
- 12 giugno - Jim Siedow, attore statunitense († 2003)
- 13 giugno - Toni Barpi, attore italiano († 2013)
- 13 giugno - Josef Bau, artista e poeta polacco († 2002)
- 13 giugno - Paul Cloyd, cestista e allenatore di pallacanestro statunitense († 2005)
- 13 giugno - Rex Everhart, attore e doppiatore statunitense († 2000)
- 13 giugno - Désiré Keteleer, ciclista su strada belga († 1970)
- 13 giugno - Eiji Okada, attore giapponese († 1995)
- 13 giugno - Émile Poulat, storico e sociologo francese († 2014)
- 14 giugno - Veljko Bakašun, pallanuotista jugoslavo († 2007)
- 14 giugno - Albert Borschette, diplomatico e politico lussemburghese († 1976)
- 14 giugno - Ivar Mathisen, canoista norvegese († 2008)
- 15 giugno - Keith Andrews, pilota automobilistico statunitense († 1957)
- 15 giugno - Claude Boissol, regista e sceneggiatore francese († 2016)
- 15 giugno - Gustavo Latis, architetto italiano († 2016)
- 15 giugno - Enzo Mini, marinaio e militare italiano († 1946)
- 15 giugno - Alberto Sordi, attore, regista e comico italiano († 2003)
- 15 giugno - James Elms Swett, militare e aviatore statunitense († 2009)
- 15 giugno - Ilario Zannino, mafioso statunitense († 1996)
- 16 giugno - Eva Estrada-Kalaw, attivista, politica e insegnante filippina († 2017)
- 16 giugno - Nunzio Gulino, artista italiano († 2011)
- 16 giugno - Splinter Johnson, cestista statunitense († 2002)
- 16 giugno - Hemant Kumar, compositore indiano († 1989)
- 16 giugno - José López Portillo, politico messicano († 2004)
- 16 giugno - Hank Rosenstein, cestista e allenatore di pallacanestro statunitense († 2010)
- 16 giugno - Armando Sciascia, violinista, arrangiatore e direttore d'orchestra italiano († 2017)
- 17 giugno - Setsuko Hara, attrice giapponese († 2015)
- 17 giugno - François Jacob, biologo francese († 2013)
- 18 giugno - Mario Beccaria, politico italiano († 2003)
- 18 giugno - Ian Carmichael, attore britannico († 2010)
- 18 giugno - Utta Danella, scrittrice tedesca († 2015)
- 18 giugno - Rosemary Dobson, scrittrice e poetessa australiana († 2012)
- 18 giugno - Jacques Faucherre, cestista francese († 1980)
- 18 giugno - Matthew Iannello, mafioso statunitense († 2012)
- 18 giugno - Deo Rossi, politico italiano († 2001)
- 18 giugno - Michele Tito, velocista italiano († 1961)
- 19 giugno - Angelo Bruno Cortini, calciatore italiano
- 19 giugno - Marcella De Francesco, partigiana e giornalista italiana († 2002)
- 19 giugno - Rinaldo Geleng, pittore italiano († 2003)
- 19 giugno - Zoya Leporska, ballerina, coreografa e attrice russa († 1997)
- 19 giugno - Antonino Meli, magistrato italiano († 2014)
- 19 giugno - Antoinette Meyer, sciatrice alpina svizzera († 2010)
- 19 giugno - David Peel, attore inglese († 1981)
- 20 giugno - Man Mohan Adhikari, politico nepalese († 1999)
- 20 giugno - Alberto Barberis, compositore italiano († 1957)
- 20 giugno - Edgar Everhart, astronomo statunitense († 1990)
- 20 giugno - Robin Hughes, attore inglese († 1989)
- 20 giugno - Eduardo Mondlane, politico e rivoluzionario mozambicano († 1969)
- 20 giugno - Adriano Ossicini, psichiatra, politico e partigiano italiano († 2019)
- 20 giugno - Pedro Otero, cestista cubano
- 20 giugno - Franco Pucci, attore italiano († 2007)
- 20 giugno - Blackie Towery, cestista e allenatore di pallacanestro statunitense († 2012)
- 20 giugno - Amos Tutuola, scrittore nigeriano († 1997)
- 20 giugno - Mario Verde, fisico italiano († 1983)
- 21 giugno - Sergio Bianchi, scacchista italiano († 1978)
- 21 giugno - Enrico Buonafede, compositore e direttore d'orchestra italiano († 1987)
- 21 giugno - Luciano Codignola, sceneggiatore e drammaturgo italiano († 1986)
- 21 giugno - Pietro De Logu, critico letterario, saggista e traduttore italiano († 2002)
- 21 giugno - Ron Lewin, allenatore di calcio e calciatore inglese († 1985)
- 21 giugno - Marcello Lucini, giornalista e scrittore italiano († 1974)
- 21 giugno - Yves Robert, attore, sceneggiatore e regista francese († 2002)
- 21 giugno - Luigi Tinti, partigiano italiano († 1954)
- 21 giugno - Canzio Vannini, politico italiano († 2001)
- 21 giugno - Marisa Vernati, attrice e cantante italiana († 1988)
- 22 giugno - Mario Caccia, calciatore italiano
- 22 giugno - Paul Frees, attore e doppiatore statunitense († 1986)
- 22 giugno - Milo Komenich, cestista statunitense († 1977)
- 22 giugno - Luigi Malabrocca, ciclista su strada e ciclocrossista italiano († 2006)
- 22 giugno - Osmund Menghin, storico austriaco († 1989)
- 22 giugno - Luciano Negrini, canottiere italiano († 2012)
- 22 giugno - Jovito Salonga, politico, attivista e avvocato filippino († 2016)
- 22 giugno - Hillary Waugh, scrittore statunitense († 2008)
- 23 giugno - Spartaco Beragnoli, politico italiano († 2002)
- 23 giugno - Pete Lalich, cestista statunitense († 2008)
- 23 giugno - Forrest Tucker, criminale statunitense († 2004)
- 24 giugno - Mario Baratto, critico letterario e italianista italiano († 1984)
- 24 giugno - Giovanni Clocchiatti, allenatore di calcio e calciatore italiano († 1965)
- 24 giugno - Alberto Zevi, imprenditore, editore e traduttore italiano († 1993)
- 25 giugno - Lassie Lou Ahern, attrice statunitense († 2018)
- 25 giugno - Severino Pavan, calciatore italiano
- 25 giugno - Franco Soresini, storico e scrittore italiano († 2012)
- 26 giugno - Mario Abruzzese, partigiano italiano († 1972)
- 26 giugno - Josef Armberger, militare tedesco († 1944)
- 26 giugno - Armando Bollana, calciatore italiano
- 26 giugno - Renzo Cerrato, regista, produttore televisivo e attore italiano († 2013)
- 26 giugno - Rino Filippini, direttore della fotografia italiano († 1998)
- 26 giugno - Sean Graham, regista, sceneggiatore e produttore cinematografico tedesco († 2015)
- 26 giugno - Walter Laird, danzatore britannico († 2002)
- 26 giugno - Ernst Melchior, allenatore di calcio e calciatore austriaco († 1978)
- 27 giugno - Carla Bizzarri, attrice italiana († 2016)
- 27 giugno - Aldo Bonaccini, sindacalista e politico italiano († 2000)
- 27 giugno - Charles-Amarin Brand, arcivescovo cattolico francese († 2013)
- 27 giugno - I. A. L. Diamond, sceneggiatore statunitense († 1988)
- 27 giugno - Ferdinando Ghelli, architetto, scenografo e costumista italiano († 2016)
- 27 giugno - Fernando Riera, calciatore e allenatore di calcio cileno († 2010)
- 27 giugno - Casimiro Vizzini, politico e dirigente sportivo italiano († 2003)
- 28 giugno - Clarissa Eden, britannica († 2021)
- 28 giugno - Nicolaas Kuiper, matematico olandese († 1994)
- 28 giugno - Dragoslav Marković, politico jugoslavo († 2005)
- 29 giugno - Tom Blohm, calciatore norvegese († 2000)
- 29 giugno - César Rodríguez Álvarez, calciatore e allenatore di calcio spagnolo († 1995)
- 29 giugno - Pietro Fanciulli, presbitero, matematico e letterato italiano († 2012)
- 29 giugno - Odo Fusi Pecci, vescovo cattolico italiano († 2016)
- 29 giugno - Ray Harryhausen, produttore cinematografico, effettista e animatore statunitense († 2013)
- 29 giugno - Karl Molitor, sciatore alpino svizzero († 2014)
- 29 giugno - Aldo Novarese, grafico italiano († 1995)
- 29 giugno - Ettore Rosso, militare italiano († 1943)
- 29 giugno - Egidio Viganò, presbitero italiano († 1995)
- 30 giugno - Zeno Colò, sciatore alpino e sciatore di velocità italiano († 1993)
- 30 giugno - Achille Cruciani, politico italiano († 1975)
- 30 giugno - Elio Romani, scacchista italiano († 1999)